# Uniform m/1952

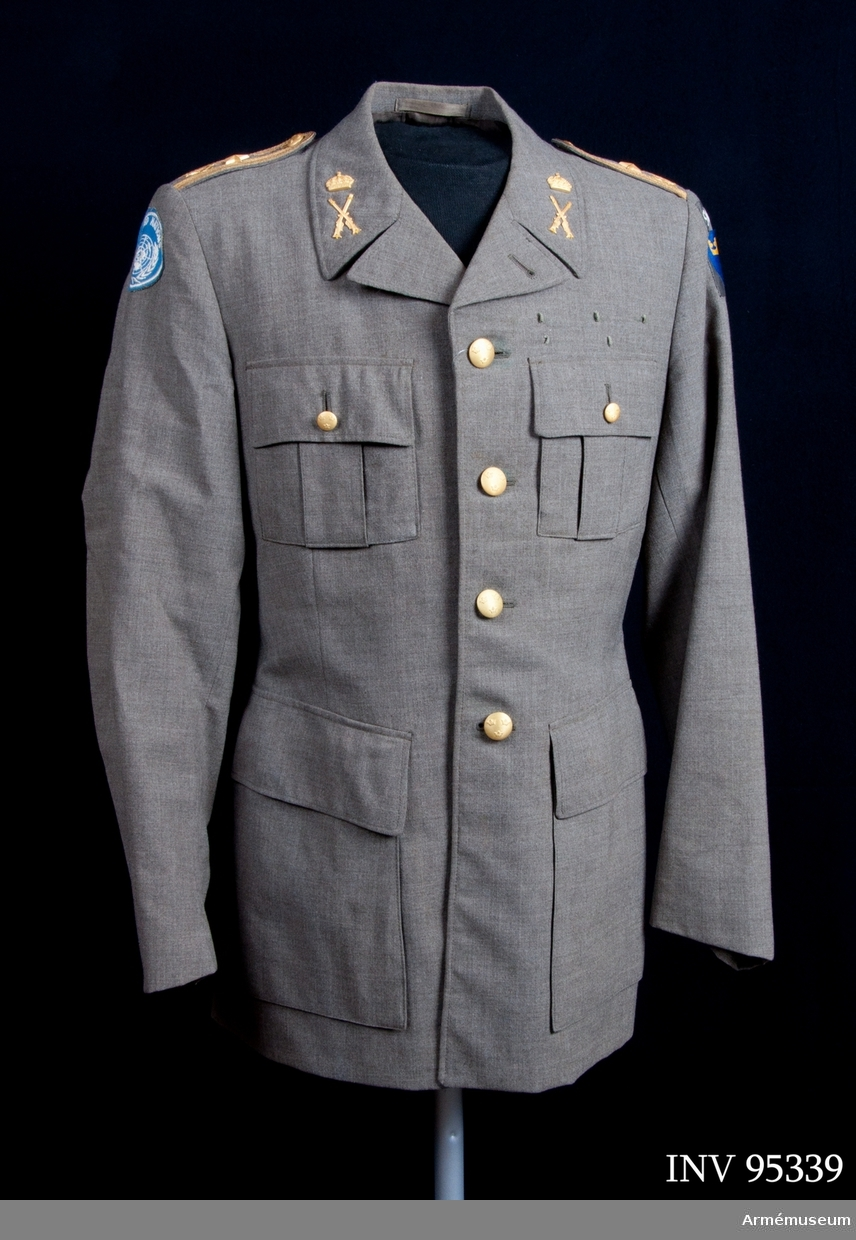
Vapenrock m/1952 för major vid infanteriet. Uniformen bär tjänstetecken för FN-tjänstgöring och svenskt nationalitetsmärke (Armémuseum AM.095339).

Uniform m/1952 var en arbets- och paraduniform som användes inom svenska krigsmakten/försvarsmakten.

## Användning
Denna uniform var den första uniformen som ej användes i samtliga funktioner. Uniformen var mycket lik Uniform m/1939 och skillnaderna är ganska små, vissa persedlar är även densamma som hos uniform m/39. Uniformen användes som arbetsuniform samt paraduniform och utgick slutgiltigt efter den 31 mars 1966. Den kom att ersättas av Uniform m/1960.

## Persedlar
- Baskermössa m/1952 (endast Fallskärmsjägarskolan)
- Kappa m/1939
- Koppel (endast officerare och underofficerare)
- Livrem av textil
- Livrem m/1939 (endast officerare och underofficerare)
- Lågskor
- Långbyxor m/1939 (endast officerare och underofficerare)
- Långbyxor m/1952
- Paradskärp m/1939
- Permissionsmössa m/1952
- Ridbyxor m/1939 (endast beriden personal)
- Ridstövlar med svarta sporrar (endast beriden personal)
- Skjorta m/1952
- Skjorta, vit
- Skärmmössa m/1952 (endast officerare, underofficerare och underbefäl från och med furirs grad)
- Slips m/1952
- Slips m/1952 i siden
- Slips m/1939 (före 1 juli 1953)
- Sommarmössa m/1952 (endast i tjänsten)
- Strumpor
- Vapenrock m/1952
- Vintermössa m/1943/Vintermössa m/1950 (endast av korpraler/konstaplar, vice korpraler/vice konstaplar samt manskap)